# Enfrentamientos entre liberales y autonomistas en la Argentina
Los enfrentamientos entre liberales y autonomistas en Argentina o la guerra entre liberales y autonomistas fueron la última etapa de las guerras civiles argentinas, ocurrida entre 1868 y 1880. Mientras era aplastada la última resistencia del Partido Federal, las ramas del antiguo Partido Unitario se enfrentaron entre sí por el predominio del país.
Con excepción de la revolución de 1874, no fue una guerra civil a todo lo largo del país, como había ocurrido con anterioridad, sino una serie de revoluciones y operaciones militares de corta duración.

## Antecedentes

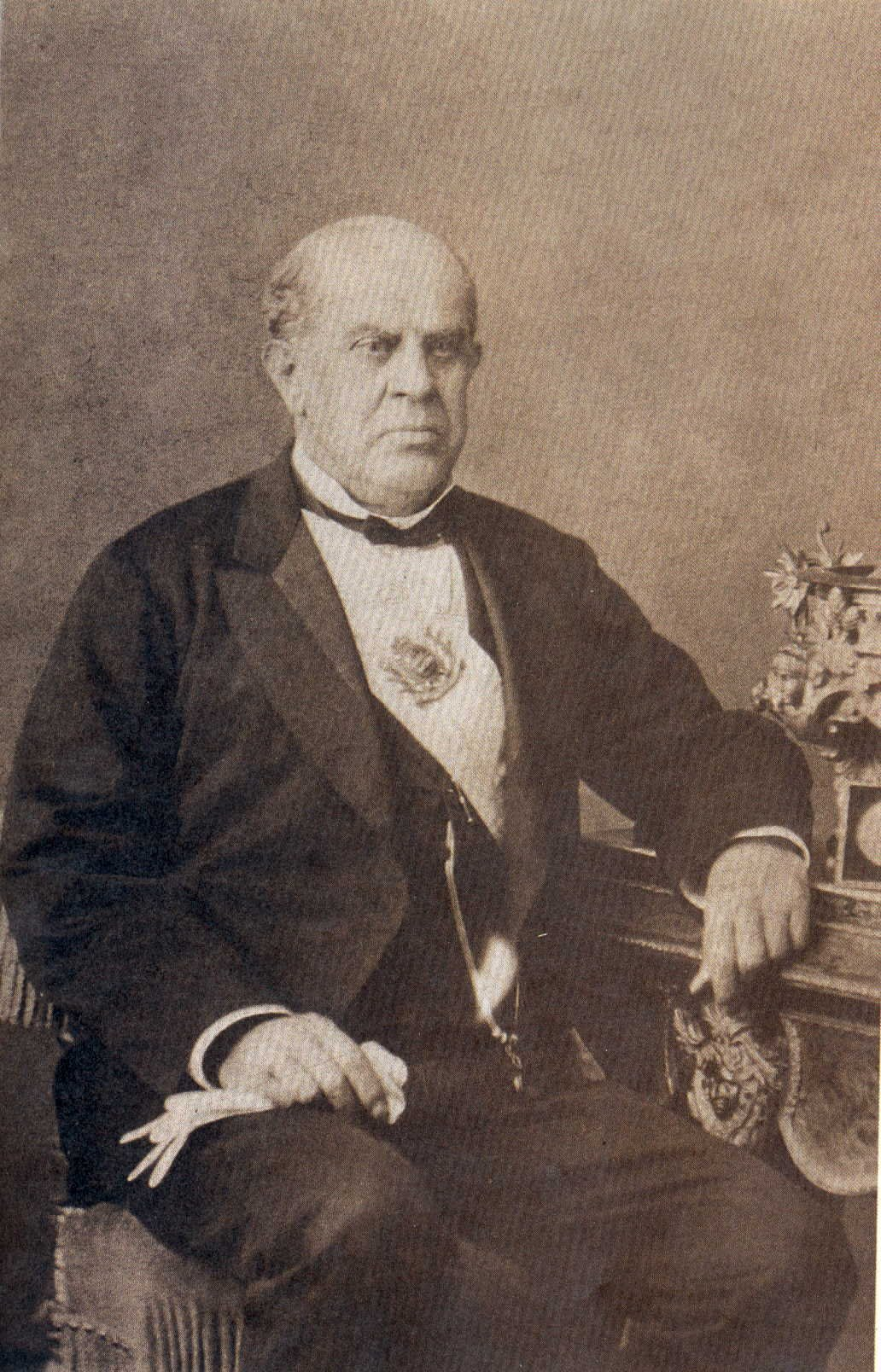
El presidente Domingo Faustino Sarmiento.

Después de la batalla de Pavón, de 1861, el partido liberal porteño se impuso en todo el país, por medio de alianzas o por invasiones militares. En algunos casos, particularmente en La Rioja, el proceso llevó unos dos años, pero finalmente se cumplió: todos los gobernadores – menos uno – eran liberales, aliados del presidente Bartolomé Mitre.
La única excepción la constituyó la provincia de Entre Ríos, bajo el gobierno casi vitalicio del expresidente Justo José de Urquiza. No obstante, en la provincia de Corrientes, el papel destacado del general Nicanor Cáceres —amigo del general Urquiza— durante la invasión que llevó a la guerra del Paraguay le permitió imponer, a fines de 1865, al gobernador Evaristo López, netamente federal.
Entre 1866 y comienzos de 1868, en las provincias de la región de Cuyo y el noroeste, se mantuvo una última rebelión federal, iniciada con la Revolución de los Colorados y finalizada con la derrota definitiva del coronel Felipe Varela. De modo que, a mediados de 1868, doce provincias tenían gobiernos de origen liberal o unitario, y Entre Ríos y Corrientes tenían gobiernos federales. Pero el liberalismo se había dividido, comenzando por la provincia de Buenos Aires: por un lado estaba el Partido Nacionalista del presidente Mitre, y por el otro el Partido Autonomista, dirigido por Adolfo Alsina, que asumió el cargo de gobernador de la provincia en 1865. Si bien el autonomismo se había iniciado como un movimiento puramente porteño, de oposición a la solución de Mitre para establecer la capital de la Nación en la ciudad de Buenos Aires, con el tiempo se fue aliando a grupos escindidos del antiguo partido federal.
El Partido Autonomista era —hacia 1868— una compleja sumatoria de liberales modernizadores, proteccionistas y federales moderados. Ese año llegaron al poder, llevando a la presidencia a Domingo Faustino Sarmiento. Este era un liberal librecambista puro, pero tenía apoyo en los círculos conservadores del interior, que se oponían así a la candidatura del porteño mitrista Rufino de Elizalde.

### Caída de los federales en Corrientes
Los liberales correntinos no aceptaron su derrota y, contando con la simpatía y posiblemente la ayuda del gobierno nacional, intentaron derribar a López en septiembre de 1866, fracasando por completo.
En cambio, la revolución estallada el 27 de mayo de 1868, dirigida por Wenceslao Martínez, tuvo pleno éxito. El general Cáceres se negó a acatar al gobierno surgido de esa revolución, y logró controlar la zona sur y centro de la provincia después de derrotar a las fuerzas del coronel Ocampo. En la zona norte y en la capital asumió el gobierno Victorio Torrent.
A su encuentro fue enviado el coronel Raimundo Reguera, que fue derrotado por Cáceres y las fuerzas entrerrianas de apoyo, dirigidas por el general López Jordán, en la batalla de Arroyo Garay, del 31 de julio.
Pero el gobierno nacional envió en ayuda de los liberales a varias unidades del ejército en operaciones en Paraguay, reconociendo a un gobierno surgido de una revolución, bajo el mando de los generales Emilio Mitre y Julio de Vedia. Cáceres resistió algunas semanas, pero finalmente fue obligado a retirarse a Entre Ríos; nunca volvería a su provincia.
En las elecciones presidenciales, los electores de Corrientes votaron por Elizalde, pero de todos modos triunfó el Partido Autonomista de Sarmiento.

### El Final de los Federales

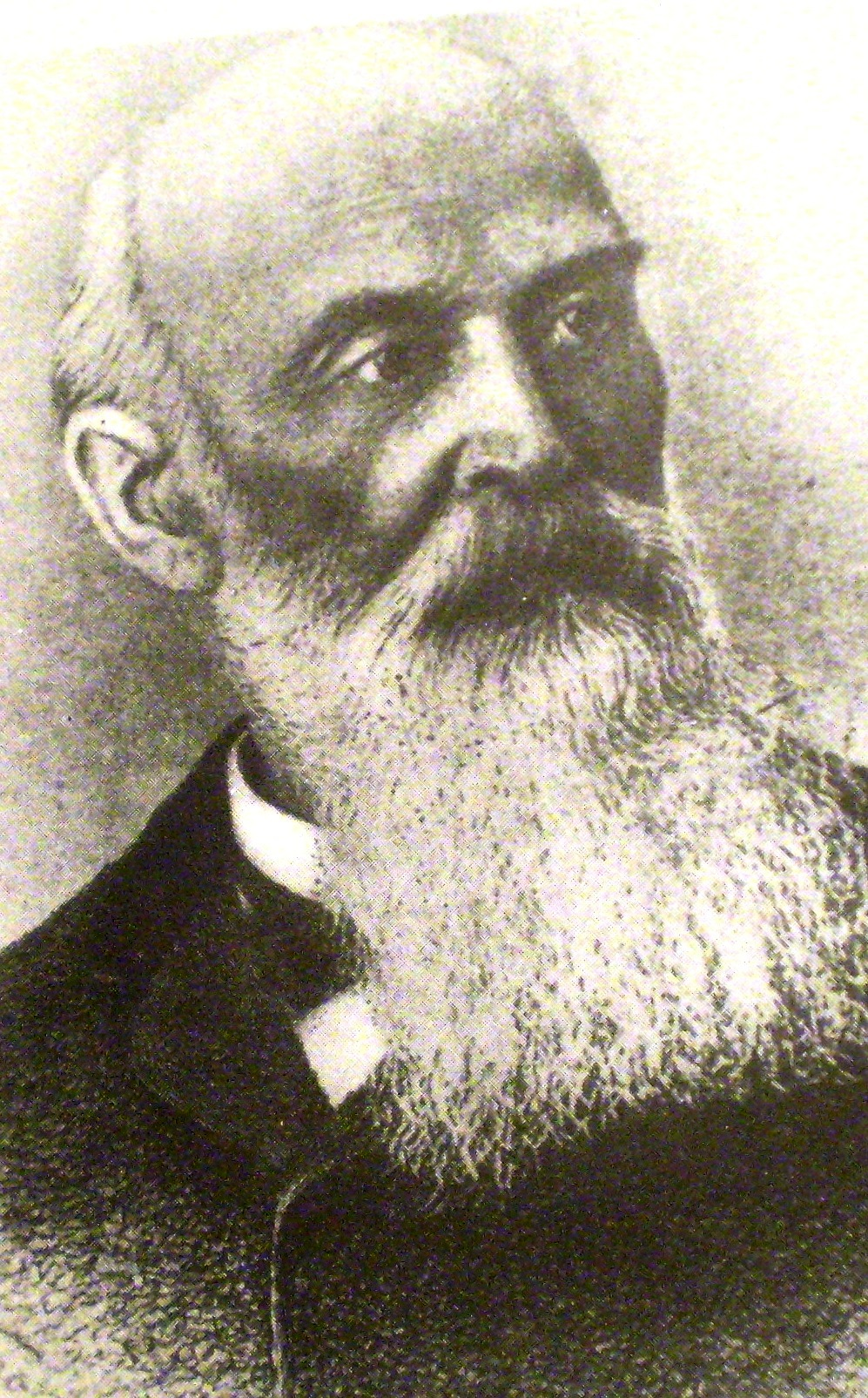
El general Ricardo López Jordán.

Los dirigentes federales entrerrianos censuraron el apoyo de Urquiza al gobierno nacional en la guerra de la Triple Alianza, y su inacción durante las rebeliones del Chacho Peñaloza y Felipe Varela. Entre ellos se destacaba el general Ricardo López Jordán, hijo. Este dirigió una revolución en abril de 1870, que llevó a la muerte de Urquiza cuando pretendieron arrestarlo en su casa.
El presidente Sarmiento se negó a aceptar el gobierno federal de López Jordán e invadió Entre Ríos. La resistencia de López Jordán, apoyado por la mayoría de la población, mantuvo la rebelión por nueve meses, pero el predominio militar de los nacionales era evidente. Cuando el gobernador entrerriano quiso exportar su revolución a Corrientes, fue vencido en la Batalla de Ñaembé, el 26 de enero de 1871, lo que lo obligó a huir al extranjero.
El caudillo regresó en 1873, y la revolución se extendió, una vez más, por todo el territorio entrerriano. Pero fue vencido y expulsado una vez más. Al intentar una nueva rebelión, en 1876, no tuvo el apoyo esperado y fue arrestado. El federalismo como movimiento político y como partido murió con esa última derrota. La mayor parte de sus antiguos seguidores se incorporarían al Partido Autonomista Nacional, llevando al mismo una parte de sus ideales.

## Inicio de los conflictos

### Los Liberales en Corrientes
El gobierno liberal en Corrientes se había resentido del enfrentamiento interno de ese partido. El coronel Santiago Baibiene, prestigiado por la victoria de Ñaembé, hizo elegir a Agustín Pedro Justo, pero este no pudo sostenerse en el poder, sino por medio de la persecución a sus adversarios.
El 5 de enero de 1872, el coronel Valerio Insaurralde dirigió una revolución en Curuzú Cuatiá. Mientras Baibiene se ponía al mando de las fuerzas del gobierno en el sur de la provincia, el coronel Desiderio Sosa derrocaba al gobernador en la capital el día 9. Sosa formó un triunvirato de gobierno y se dirigió al sur de la provincia, a enfrentar a Baibiene. Dos pequeñas batallas no decidieron la situación. Sosa se hizo perseguir largamente por las fuerzas de Baibiene, llevándolo a territorios en que estuviera mejor abastecido su ejército que el del enemigo. Mientras tanto, el gobernador Justo logró huir a Buenos Aires, donde solicitó la intervención federal. Sarmiento se negó a decretar la intervención.
Sosa llevó a su enemigo hasta cerca del pueblo de Empedrado, donde se produjo el 4 de marzo la batalla de Tabaco o de los Campos de Acosta. La victoria correspondió a las fuerzas revolucionarias, pero los vencidos fueron autorizados a dejar la provincia.
El gobierno provisional llamó a elecciones, de las que resultó triunfante Miguel Victorio Gelabert, autonomista.

### La Revolución de 1874

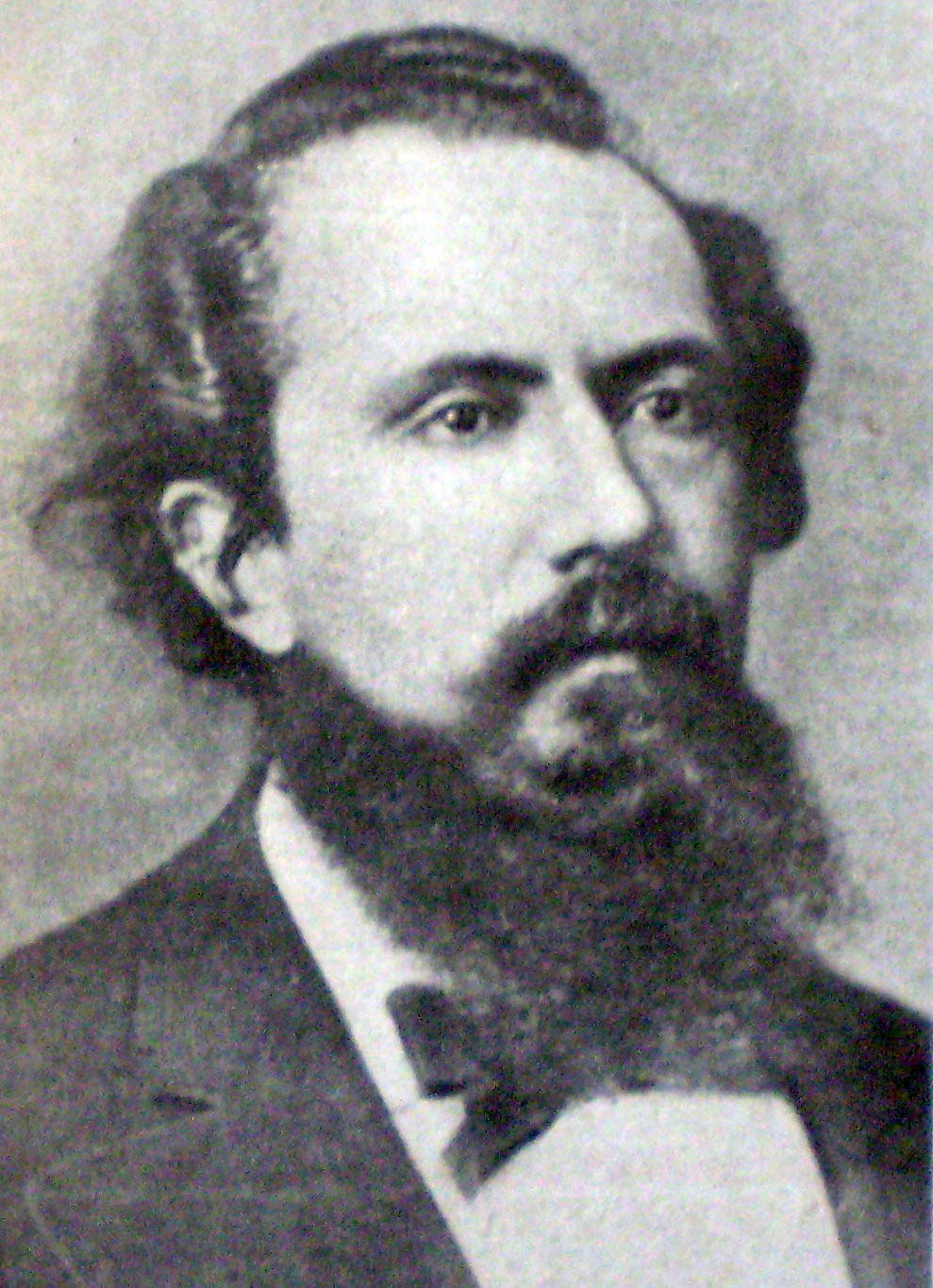
Nicolás Avellaneda.

En las elecciones para diputados nacionales de 1874 en Buenos Aires triunfaron los mitristas; pero la legislatura provincial alteró los resultados en un escandaloso fraude –tanto como en casi todas las elecciones realizadas hasta entonces– y dio la victoria al Partido Autonomista. Los mitristas anunciaron que desconocían las elecciones.
El 12 de abril se realizaron las elecciones para presidente, en que triunfó el candidato autonomista Nicolás Avellaneda, que fue declarado presidente. Los partidarios de Mitre, que ganaron únicamente en Buenos Aires, San Juan y Santiago del Estero, intentaron desconocer su legitimidad. Pero Mitre declaró: 

"La peor de las votaciones legales vale más que la mejor de las revoluciones"

Pero el 18 de julio, cuando la Cámara de Diputados aprobó las elecciones de los diputados porteños, también Mitre desconoció la autoridad de Avellaneda –que muy poco tenía que ver con ese asunto– y se unió al comité revolucionario dirigido por Eduardo Costa, Rufino de Elizalde, Norberto Quirno Costa, José C. Paz –director del diario La Prensa– y Estanislao Zeballos. Se fijó como fecha de la revolución el 12 de octubre, día en que descendería del gobierno Sarmiento, a quien reconocían como gobernante legal.
Sarmiento alejó de sus mandos militares a los jefes más comprometidos, pero cuando ordenó al comandante Erasmo Obligado entregar su nave, este se negó e inició la revolución el 23 de septiembre. Las dos naves al mando de Obligado trasladaron a Mitre a Montevideo, pero se vieron forzados a rendirse el 16 de noviembre.
Los jefes militares de la revolución –generales Ignacio Rivas y Juan Andrés Gelly y Obes, y coroneles Julián Murga y Francisco Borges– se trasladaron al sur de la provincia de Buenos Aires, reuniendo voluntarios en los pueblos de la campaña, hasta sumar casi 5.000 hombres, aunque mal armados y casi enteramente de caballería. El 26 de octubre se les unió Mitre, que tomó el mando del ejército. El ejército nacional, comandado por los generales Martín de Gainza y Julio de Vedia, y los coroneles Julio y Luis María Campos, fue derrotado en una serie de encuentros menores.
Por su parte, el general Arredondo sublevó la frontera sur de la provincia de Córdoba, causando la muerte del general Teófilo Iwanowsky. Ocupó la ciudad de Córdoba, donde aprovisionó y aumentó su fuerza; pero al faltarle la esperada ayuda del general Taboada, regresó hacia el sur, buscando unirse a Mitre.
El coronel Julio Argentino Roca se limitó a interponerse entre los dos ejércitos enemigos. De modo que Arredondo se trasladó a San Luis y de allí avanzó hacia Mendoza, derrotando a las milicias provinciales en la primera batalla de Santa Rosa el 29 de octubre. Obligó a renunciar a los gobernadores de Mendoza y San Juan, y los reemplazó por mitristas.
En Buenos Aires, los rebeldes se dirigieron hacia el norte, con la idea de unirse al ejército de Arredondo y avanzar juntos sobre Buenos Aires. En su camino decidió atacar la pequeña fuerza del teniente coronel José Inocencio Arias, que lo derrotó en la batalla de La Verde, del 26 de noviembre. La derrota se debió al ataque frontal de la caballería mitrista contra una infantería excelentemente armada, parapetada y comandada. Mitre, al frente de sus tropas desmoralizadas, se rindió el 3 de diciembre en Junín.
Arredondo fortificó su ejército en el mismo lugar de su victoria, Santa Rosa, donde esperó a Roca. Pero este se negó a atacar de frente, justamente lo contrario de lo que acababa de hacer Mitre. Una noche rodeó a su enemigo por un sendero, y a la mañana siguiente, 7 de diciembre, atacó por sorpresa a su enemigo, que fue fácilmente derrotado en la segunda batalla de Santa Rosa.
Mitre, Arredondo y sus oficiales fueron arrestados, sometidos a consejo de guerra y dados de baja del ejército. Parece ser que el mismo Roca ayudó a Arredondo a huir a Chile, para salvar su vida.
Avellaneda fue reconocido universalmente como presidente, Roca fue ascendido a general y Arias a coronel.

### 1874 en Corrientes y Jujuy
A principios de 1873, los liberales correntinos derrotados el año anterior intentaron sin éxito rebelarse. Al estallar la revolución mitrista, hubo una breve reacción liberal en Caa Catí, fácilmente vencida. Pero el coronel Plácido Martínez se sublevó en Goya, logrando que la milicia local se uniera a él, además de fuerzas de Esquina y Lavalle. Pero no logró unir las fuerzas del sudeste de la provincia, ya que su jefe fue arrestado.
Desde el Chaco cruzaron fuerzas al mando del coronel Manuel Obligado, que persiguió por toda la provincia a Martínez. Este avanzó hasta el extremo norte de la provincia, para después bajar por la costa del río Uruguay hasta las cercanías de Monte Caseros, donde recibió la noticia de la derrota y rendición de Mitre. De modo que pasó el río Uruguay hacia el exilio.
Seguros de su situación, los autonomistas correntinos ofrecieron una alianza a los liberales, que éstos aceptaron a cambio de obtener el cargo de gobernador, que quedó en manos de Juan Vicente Pampín, que asumió en diciembre de 1874. Pero su fallecimiento dejó el gobierno en manos del autonomista José Luis Madariaga; disconformes con el resultado de su alianza, los liberales comenzaron a conspirar contra su gobierno.
Sin aparente relación con las revoluciones liberales, estalló en la puna jujeña una insurrección de indígenas, disconformes con la privatización de sus tierras comunales. Centraron su rebelión en el pueblo de Cochinoca y rechazaron los ataques del gobernador José María Álvarez Prado. Pero este se rehízo y atacó Cochinoca en enero de 1875, derrotando a los indígenas en la batalla de Quera. La zona quedó controlada por el gobierno, y la privatización proyectada se llevó adelante, aunque solo parcialmente.

### Caída de los Taboada (1872-1876)

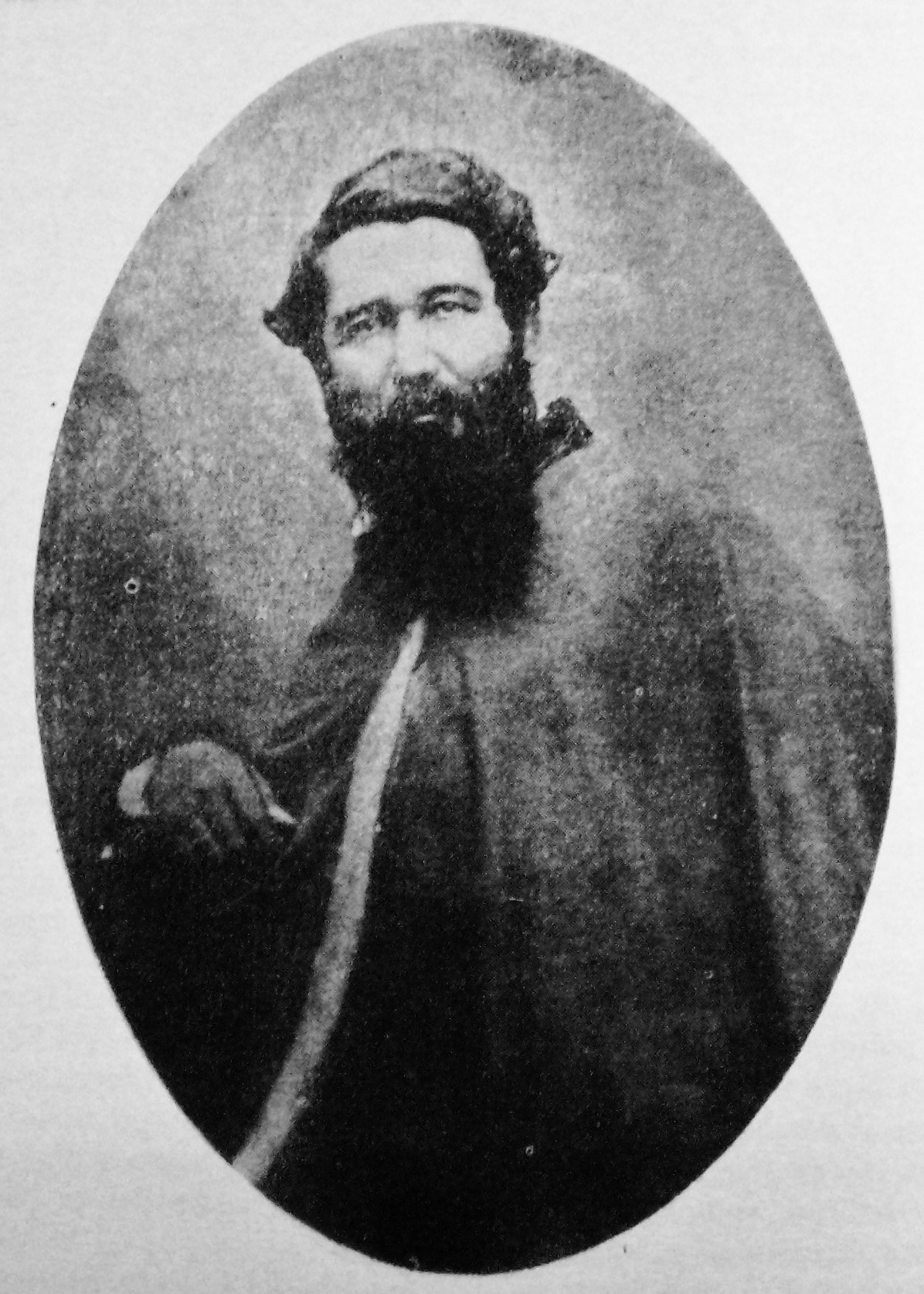
El general Antonino Taboada.

En 1870, el gobernador santiagueño Manuel Taboada dejó el gobierno a un fiel seguidor, Alejandro Segundo Montes, pero este decidió gobernar sin dejarse mandar por los Taboada. De modo que Taboada organizó una revolución, legalizada por la legislatura, que derrocó a Montes en junio de 1871. Un regimiento del Ejército Argentino intentó reponerlo en el gobierno. Pero el apellido de su comandante –Urquiza– hizo que el presidente Sarmiento prefiriera a los Taboada. El general Antonino Taboada lo atacó en Carro de Medina y lo derrotó el 22 de julio de 1871. Esa fue la última batalla del caudillo unitario.
Manuel Taboada murió en septiembre de ese año, y su hermano Antonino siguió siendo el jefe militar del partido mitrista de su provincia. El jefe político era Absalón Ibarra, primo de los Taboada. Este logró que los electores santiagueños votaran contra Nicolás Avellaneda en las elecciones nacionales de 1874, en que este triunfó. 
Taboada se comprometió a apoyar la revolución mitrista de ese año, pero se retractó más tarde. Fue por ese que el general José Miguel Arredondo, después de ocupar Córdoba, debió retroceder hacia la provincia de Mendoza, donde sería derrotado.
Pero Avellaneda no estaba dispuesto a dejar que su autoridad en el norte del país dependiera la voluntad de Taboada. Presionó a Ibarra, que terminó por renunciar en diciembre de ese mismo año. A fines de marzo de 1875, la llegada de dos batallones de línea al mando del coronel Octavio Olascoaga precipitó la revolución de los líderes opositores. La ambición de una nueva generación había llevado al poder a los Taboada en 1851, y ahora la siguiente se sacudía su dominio.
Gran parte de la población se lanzó a la revolución contra los Taboada, y muchos dirigentes que permanecieron fieles a éstos fueron perseguidos e incluso asesinados. Las tumbas de Manuel Taboada y de su tío Juan Felipe Ibarra fueron saqueadas, y lo mismo ocurrió con los bienes de los oficialistas. Antonino Taboada se exilió en la provincia de Salta.
Algunos caudillos menores, seguidores de los Taboada, intentaron seguir la lucha sin el apoyo de sus líderes; pero el Ejército Nacional los persiguió por toda la provincia, derrotándolos en una serie de encuentros menores. La última resistencia fue vencida en junio de 1875, cuando las tropas nacionales al mando de Alfonso Montenegro y Félix Cordero vencieron a Telésforo Coria en el combate del Tableado.

### Fracaso del mitrismo en Santa Fe
Por esa misma fecha se establecía la alianza entre autonomistas y mitristas en Buenos Aires. Pero los liberales de otras provincias se quejaron de que ésta no se extendía a las demás provincias. En algunas de ellas se iniciaron algunas conspiraciones.
El caso más grave fue el de Santa Fe, donde el exgobernador Patricio Cullen –apoyado por el también exgobernador y líder liberal Nicasio Oroño– se lanzó a la revolución. Unió a sus fuerzas casi exclusivamente a colonos extranjeros del norte de la provincia, donde todos ellos tenían armas para defenderse de los indígenas del Chaco. También incorporó mercenarios de las colonias suizas de Helvecia y Esperanza. Un grupo se introdujo en la capital, pero fracasó en ocupar la casa de gobierno.
Cullen ocupó la ciudad de San Javier y avanzó hacia la capital. En el camino se detuvo en la estancia de su suegro, cerca de Cayastá, mientras enviaba una avanzada hacia la capital. Al intentar cruzar el arroyo Saladillo, ésta fue interceptada por el comandante Romero, que utilizando modernos fusiles y cañones de campaña los derrotó.
Al día siguiente, 20 de marzo de 1877, llegó Cullen. Esta vez, Romero contaba con un poderoso refuerzo de caballería de línea y lo derrotó completamente. Las fuerzas rebeldes se dispersaron en la persecución, pero Cullen fue alcanzado y muerto. El gobierno le concedió un funeral de exgobernador, a pesar de enterarse de un complot que se proponía asesinar al gobernador en Rosario.
Al año siguiente, al iniciarse el segundo mandato del gobernador autonomista Simón de Iriondo, hubo varias rebeliones liberales en la provincia, pero con el paso del tiempo el liberalismo santafesino terminó por aceptar su derrota.

### Revolución de 1878 en Corrientes
Al producirse la última rebelión de López Jordán, en 1876, los liberales aprovecharon para acusar al gobierno en la prensa de complicidad con ella. Muchos de ellos fueron arrestados, lo que los llevó a recrudecer la oposición.
Cuando se celebraron las elecciones del 16 de noviembre de 1877, los liberales no compitieron en las mismas, sino que organizaron sus propias mesas de votación, en las que lógicamente obtuvieron el triunfo. Como el gobierno también organizó las elecciones, fueron elegidos dos legislaturas y dos gobernadores, uno liberal, Felipe Cabral, y otro autonomista, Manuel Derqui. El gobierno entregó el mando a Derqui.
Cabral pidió la intervención federal a la provincia, a lo que el presidente Avellaneda respondió enviando una misión de mediación. Ésta fracasó, y los liberales, dirigidos por Juan Esteban Martínez, atacaron a las milicias del gobierno.
Tras una campaña de toma de posiciones, que tomó un mes, se produjo el combate de Ifrán, del 19 de febrero de 1878, en que Raimundo Reguera derrotó a Valerio Insaurralde; los liberales ocuparon el sudoeste de la provincia e instalaron un gobierno provisional en Goya. Desde allí atacaron hacia el este, derrotando en Yatay a los gubernamentales.
El presidente envió un interventor federal, Victorino de la Plaza, pero este no logró la completa rendición de los liberales. La renuncia de los ministros nacionales de esa tendencia llevaron al reemplazo del interventor por el general José Inocencio Arias, que estaba en secreto acuerdo con los liberales de Corrientes, y que entregó armas a los insurrectos. Ninguno de los dos interventores federales asumió el gobierno, sino que intentaron pacificar la provincia.
Cuando el gobernador Derqui se trasladó a Buenos Aires, los liberales lograron ocupar la capital, mientras el resto de la provincia estaba en sus manos. Al levantarse la intervención federal, el 18 de julio, los liberales se movilizaron en toda la provincia. La capital fue completamente ocupada por sus milicias tras sangrientos combates el día 30. Hubo todavía cuatro combates más, pero el abandono de la capital por Derqui dejó la provincia firmemente en manos liberales.
Con todos los dirigentes autonomistas exiliados, unas elecciones convocadas por los rebeldes dieron el triunfo a Cabral, que asumió formalmente a fines de octubre. La provincia de Corrientes sería la única que acompañaría a Buenos Aires en el voto por la oposición al candidato oficialista en 1880.

## El Final de las Guerras Civiles

### La «cuestión de la capital»
Hasta 1880, la «cuestión capital», esto es, la sede del gobierno federal, quedó establecida en la misma forma provisional en que había quedado en el 62, justo después de Pavón: el gobierno nacional era «huésped» del de la provincia de Buenos Aires, en una ciudad de Buenos Aires sobre la cual no tenía autoridad alguna.
Después de la revolución del 74, y tras unos años de proscripción de los derrotados, éstos fueron indultados y se lanzó un proyecto de «conciliación», por el que el gobierno quedó en manos de una alianza entre mitristas y alsinistas. Ese año asumió como gobernador el doctor Carlos Tejedor, un autonomista prestigioso entre los partidarios de Mitre.
A mediados de 1879, se agitó nuevamente la cuestión electoral, ya que al año siguiente habría elecciones nacionales, que incluían un nuevo gobernador. Fallecido Alsina, el único candidato del autonomismo era el general Julio Argentino Roca, que como ministro de guerra había llevado a cabo la Conquista del Desierto.
Los porteños, muchos de los cuales consideraban una afrenta ser gobernados por provincianos –y llevaban ya doce años gobernados por dos de ellos– presentaron su propio candidato, el gobernador Tejedor.
Por otro lado, hubo una serie de incidentes muy graves entre porteños y provincianos, incluyendo un intento de asesinato en masa de varios diputados nacionales en pleno recinto del Congreso, que fue evitado por la acción del expresidente Mitre.
Avellaneda decidió terminar su mandato con dos grandes éxitos: el primero había sido la Conquista del Desierto, y el segundo sería sancionar una ley que declarara capital de la Nación a la ciudad de Buenos Aires. Eso había sido establecido en la Constitución, pero a pesar de los 27 años pasados no había sido cumplido.

### La última guerra

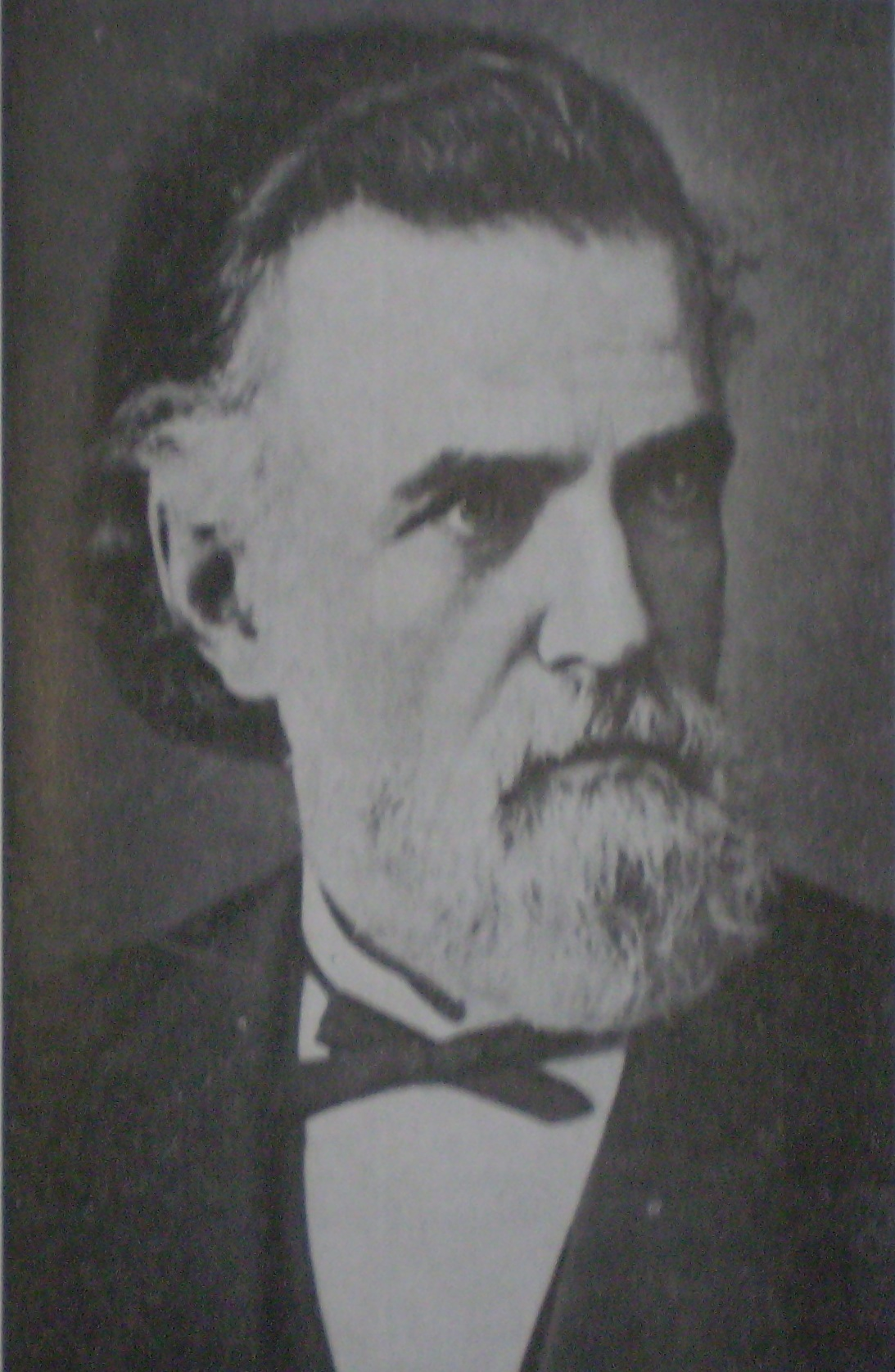
El gobernador Carlos Tejedor.

En respuesta, Tejedor ordenó movilizaciones militares y la formación de milicias para adiestrar a los ciudadanos en el manejo de las armas. En octubre del 79, el Congreso sancionó una ley que prohibía a las provincias la movilización sin permiso expreso federal. El gobierno porteño la desconoció y compró un gran cargamento de armas para sus milicias. Cuando el gobierno federal ordenó la requisa un barco cargado de armas destinadas a la milicia provincial, hubo un breve tiroteo en que las fuerzas del coronel José Inocencio Arias impidieron acercarse al buque.
Ante la actitud beligerante, el 4 de junio de 1880, Avellaneda decretó el retiro de todas las autoridades federales de la ciudad de Buenos Aires y el inmediato traslado de las mismas al pueblo de Belgrano, entonces fuera del ejido porteño, declarándola sede transitoria de gobierno. Hacia allí se trasladaron el Senado, la Corte y parte de la Cámara de Diputados. El Congreso se instaló en el actual Museo Histórico Sarmiento.
Simultáneamente, ordenó el avance de varias divisiones del ejército nacional hacia la ciudad. El gobierno porteño respondió reuniendo todas las milicias de la provincia en Buenos Aires. Un intento de detener esta concentración de fuerzas fracasó el 17 de junio, en la batalla de Olivera: a pesar de que las fuerzas porteñas que llegaron a entrar en combate fueron derrotadas, la mayor parte de las mismas lograron ingresar a la ciudad.
Las fuerzas nacionales iniciaron el ataque sobre la ciudad el día 20 de junio. En las sangrientas batallas de Puente Alsina, Barracas y los Corrales, las tropas porteñas lograron detener el avance nacional; pero sufrieron un enorme desgaste en hombres, dinero y armamento. La victoria estratégica quedó del lado del gobierno nacional.
Tejedor ordenó a Mitre iniciar tratativas de paz, y el 30 de junio presentó su renuncia. La milicia provincial fue inmediatamente desarmada. El Congreso disolvió la legislatura porteña, y días más tarde intervino el gobierno provincial.

### Corrientes
La única provincia en que gobernaba el partido liberal mitrista era la provincia de Corrientes, donde conservaba el gobierno desde la revolución de 1878. El 9 de junio, cuando la situación porteña estaba a punto de llegar al choque bélico, los delegados correntinos firmaron con Tejedor una alianza formal con el gobierno porteño: ofrecían la colaboración de un ejército provincial de 10 000 hombres, que en la práctica hubiera sido imposible reunir. Por su parte, el gobierno porteño se comprometía a aportar 1000 fusiles con cien mil «tiros», cuatro cañones Krupp y un millón de pesos.
Unos días después, fuerzas correntinas invadieron la provincia de Entre Ríos, atacando algunas guarniciones menores.
En respuesta, el 3 de julio, Avellaneda decretó la intervención federal: el doctor Goyena fue enviado a Corrientes, donde llegó el 16 de julio. Desde Goya, envió al coronel Rufino Ortega sobre la capital, la que fue ocupada el día 24. El gobernador, Felipe Cabral, abandonó la ciudad al frente de algunas tropas, pero días más tarde se exilió en el Paraguay. También ordenó al general Juan Ayala atacar Curuzú Cuatiá desde Concordia.
El vicegobernador Juan Esteban Martínez se retiró entonces hacia el noreste, cruzando el río Corriente y bordeando los Esteros del Iberá. Las fuerzas del coronel Reguera se dispersaron, y en parte se incorporaron a las de Martínez, que su marcha perdió mucha gente. Fue alcanzado por dos veces: la primera en el paraje de Tacuara Carendí, el 31 de julio, y la segunda en Ituzaingó, el 3 de agosto de 1880, siendo en ambas derrotado por el coronel Rufino Ortega. Esta última fue la última batalla de las guerras civiles argentinas.
Corrientes quedó pacificada y, por primera vez en sesenta y seis años, la paz quedó establecida definitivamente en todo el país.
No obstante, sería Corrientes la única provincia en que las revoluciones de la década de 1890 e incluso dos de la década de 1930 se llevarían a cabo con operaciones territoriales y traslados de tropas. Pero no se trataron, en sentido estricto, de guerras civiles, ni los conflictos políticos tendrían mucho en común con los que se decidieron en los campos de batalla de las guerras civiles argentinas ocurridas entre 1814 y 1880.

### Federalización de Buenos Aires

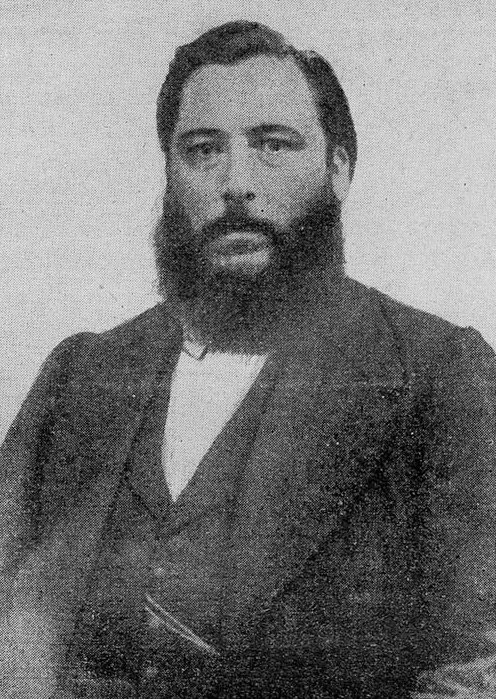
José Hernández.

El 24 de agosto, Avellaneda presentó un proyecto de ley, aprobada por el Congreso el 21 de septiembre, por el cual se declaraba a Buenos Aires capital de la República y se la ponía bajo control directo federal.
Faltaba su ratificación por la legislatura porteña. Para eso se ordenaron nuevas elecciones provinciales, de las cuales surgió triunfante el Partido Autonomista Nacional. Tras el histórico debate entre José Hernández, que defendía la federalización de la ciudad, y Leandro N. Alem, que se oponía a la misma –no tanto por su posición porteñista, sino por sus efectos negativos sobre el resto del país– la misma fue aprobada por la provincia de Buenos Aires en noviembre.
Poco antes había asumido el gobierno nacional el general Roca, que en diciembre terminó el proceso de entrega de la municipalidad porteña al gobierno nacional, con la cual se formó la Capital Federal, gobernada directamente por el gobierno nacional. Sus funciones legislativas comunales pasaron a depender de un Concejo Deliberante, pero el Poder Ejecutivo dependió del gobierno nacional hasta 1995. El gobierno porteño que luego seria conocido como bonaerense pasó a la ciudad de La Plata, ciudad fundada a este efecto.
Finalmente, el sistema federal quedaba establecido en la legislación, aunque con serias limitaciones prácticas.